# Rüttelstreifen

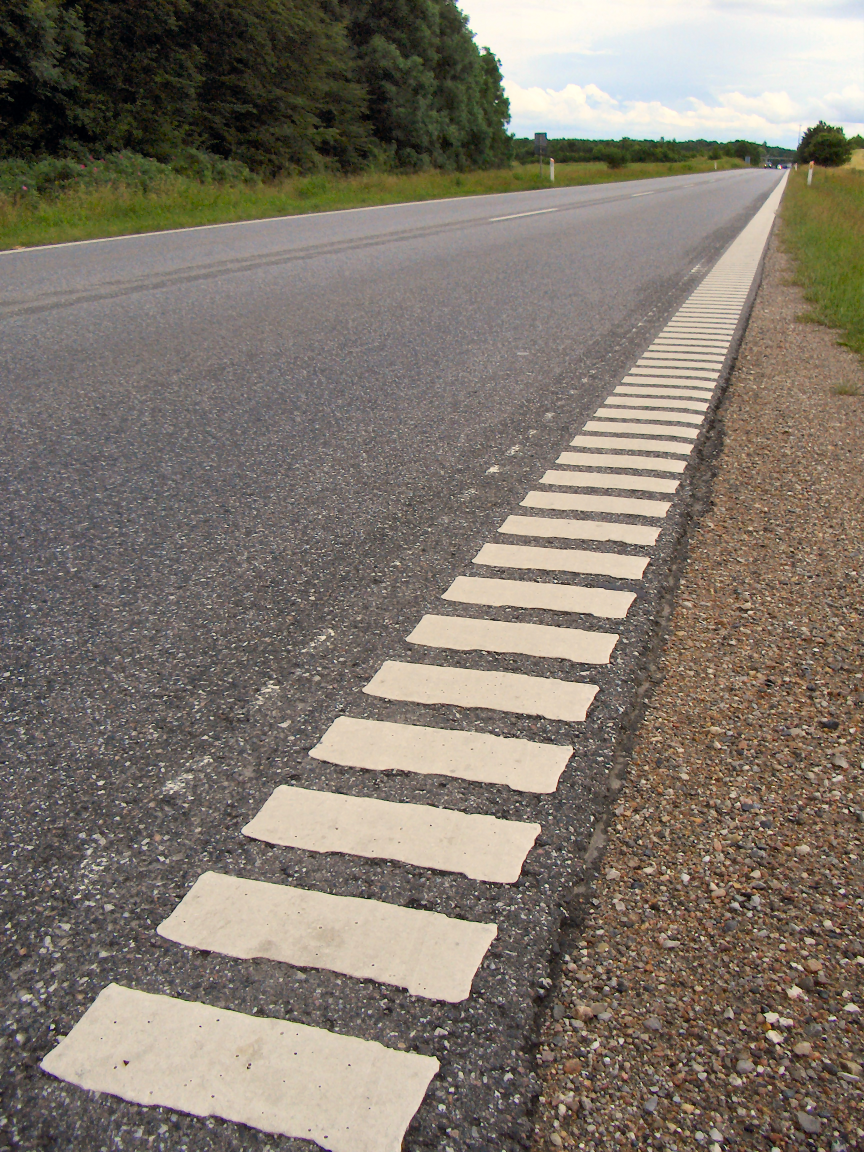
Rüttelstreifen am Fahrbahnrand

Rüttelstreifen sind Teil der Straßenausstattung und dienen dazu, den Fahrzeugführer auf bestimmte Gefahren aufmerksam zu machen. Ihre Wirkungsweise beruht darauf, dass bei Überfahren mit dem Fahrzeugreifen Vibrationen und Geräusche an den Fahrzeugführer vermittelt werden. Rüttelstreifen werden zur Begrenzung von Fahrstreifen und Fahrbahnen verwendet und sollen verhindern, dass Fahrzeugführer (beispielsweise aufgrund von Übermüdung) das Überfahren der Fahrbahnbegrenzung nicht bemerken. Des Weiteren dienen sie als Geschwindigkeitsdämpfungsmaßnahme vor Hindernissen auf der Strecke, wie etwa Knotenpunkten oder engen Kurvenradien.
Grundsätzlich bestehen zwei Möglichkeiten, Rüttelstreifen auf der Fahrbahn anzubringen: das Aufbringen einer Fahrbahnmarkierung, die eine entsprechende Schichtdicke und/oder Oberflächenstruktur besitzt, oder das Einfräsen von Vertiefungen in den Fahrbahnbelag.

## Anwendung

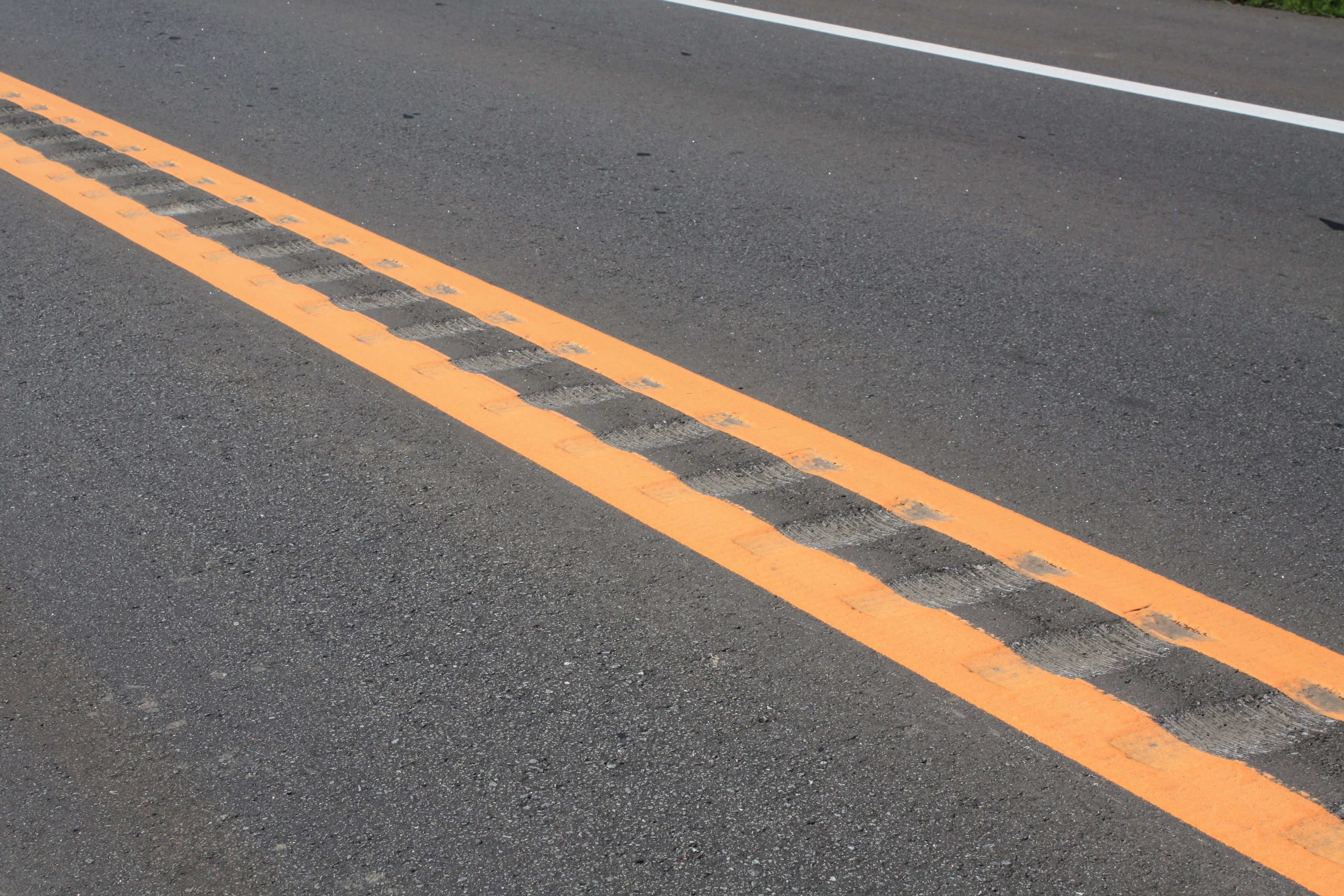
Rüttelstreifen in Japan

Rüttelstreifen finden sich in vielen Ländern, so etwa in den Vereinigten Staaten, Mexiko, Dänemark, Österreich, Italien oder Frankreich.

### Niederlande
In den Niederlanden werden seit den frühen 1990er Jahren Rüttelstreifen eingesetzt, was dort die Zahl der Verkehrstoten bis 2007 um rund ein Drittel senkte.

### Deutschland
In Deutschland werden Rüttelstreifen momentan nur versuchsweise oder stark vereinzelt angewandt. Die bekanntesten Rüttelstreifen sind in Brandenburg auf der A24 nahe Fehrbellin und Herzsprung in den Belag gefräst. Dort sind laut Untersuchungen der Bundesanstalt für Straßenwesen die Unfälle bei Schlenkern im Testzeitraum um 43 Prozent zurückgegangen, die Zahl der schwer verletzten oder getöteten Autoinsassen sank um 15 Prozent.